# Woodruff Creek
Woodruff Creek é um pequeno rio em San Mateo, na Califórnia, Estados Unidos.